# برف (شعر نیما یوشیج)
«برف» از مشهورترین اشعار نیما یوشیج است. 

زردها بی خود قرمز نشده‌اند

قرمزی رنگ نینداخته است

بی خودی بر دیوار

صبح پیدا شده از آن طرف کوه "ازاکو" اما

"وازنا" پیدا نیست

گرتهٔ روشنی مردهٔ برفی همه کارش آشوب

بر سر شیشهٔ هر پنجره بگرفته قرار.

وازنا پیدا نیست

من دلم سخت گرفته است از این

میهمانخانه مهمان‌کش روزش تاریک

که به جان هم نشناخته، انداخته است:

چند تن خواب‌آلود

چند تن ناهموار

چند تن ناهشیار.

## زمینه
نیما یوشیج (۱۲۷۶–۱۳۳۸) شاعر معاصر ایرانی و بنیان‌گذار شعر نوی فارسی است. او با شعر «افسانه» (۱۳۰۱) نوعی جهان‌بینی نو را به ادبیات فارسی و حتی فرهنگ ایرانی وارد ساخت که تا پیش از آن سابقه نداشت. با این حال، عملاً با شعر «ققنوس» (۱۳۱۶)، شعر نوی فارسی متولد شد، زیرا اولین بار در این شعر، مدلولی جدید با دالی جدید پیوند خورد و پدیده‌ای نو شکل گرفت. نیما نخستین آثار خود را در اواخر دوران مشروطه و سال‌های آغازین حکومت رضاشاه سرود یا منتشر کرد. از سال ۱۳۰۶ تا ۱۳۱۵ هیچ شعری از او منتشر نشد تا اینکه در سال ۱۳۱۶ سرایش و چاپ آثارش را از سر گرفت و شعر مهم «ققنوس» را خلق کرد. از ۱۳۱۶ تا ۱۳۲۷، نیما انواع قالب‌های شعری را آزمود. او در دورهٔ پایانی عمرش، یعنی از ۱۳۲۸ تا ۱۳۳۷، عمدتاً به سرایش و چاپ اشعار آزاد یا نیمایی پرداخت. شعر «برف» مربوط به همین دوره است.

## بازآفرینی
فرهاد مهراد برف را در آلبومی با همین نام اجرا کرده‌است.
احمد شاملو هم این شعر را در آلبوم شعرهای نیما دکلمه کرده‌است.